# Bumbuli (Distrikt)
Bumbuli ist ein Distrikt im Nordosten von Tansania in der Region Tanga. Er grenzt im Nordwesten an den Distrikt Lushoto und im Südosten an den Distrikt Korogwe.

## Geografie
Bumbuli liegt in den Usambara-Bergen. Die Randzonen liegen teilweise unter 500 Meter Meereshöhe, der Großteil des Distriktes ist gebirgig mit Höhen bis zu 2000 Metern. Bei der Volkszählung 2022 hatte der Distrikt 159.373 Einwohner.

## Geschichte
Der Distrikt wurde am 13. Februar 2013 vom Distrikt Lushoto abgespalten und als eigenständiger Distrikt eingerichtet.

## Verwaltungsgliederung
Der Distrikt gliedert sich in 18 Bezirke (Kata):
- Baga
- Bumbuli
- Dule „B“
- Funta
- Kisiwani
- Kwemkomole
- Mahezangulu
- Mamba
- Mayo
- Mbuzii
- Mgwashi
- Milingano
- Mponde
- Nkongoi
- Soni
- Tamota
- Usambara
- Vuga

## Einrichtungen und Dienstleistungen
- Bildung: Im Distrikt befinden sich 24 öffentliche und 4 private weiterführende Schulen.[3]
- Gesundheit: Für die medizinische Betreuung der Bevölkerung gibt es ein Krankenhaus, das von der evangelischen Kirche betrieben wird.[3] Das Krankenhaus wurde bereits 1927 von deutschen Missionaren gegründet.[1]

## Wirtschaft und Infrastruktur
- Wirtschaft: Der Distrikt ist spezialisiert auf den Anbau von Tee.[3]
- Straßen: In Bumbuli gibt es keine Nationalstraßen. Die Regionalstraße von Mombo nach Bumbuli ist nicht asphaltiert.[5]